# پاین ولی (نیویورک)
پاین ولی (به انگلیسی: Pine Valley) یک منطقهٔ مسکونی در ایالات متحده آمریکا است که در شهرستان چیمانگ، نیویورک واقع شده‌است. پاین ولی ۳٫۱۵ کیلومتر مربع مساحت و ۸۱۳ نفر جمعیت دارد و ۲۸۳٫۴۷ متر بالاتر از سطح دریا واقع شده‌است.